# Влад, Павел Фёдорович
Павел Фёдорович Влад (рум. Pavel Vlad; 6 июня 1936, с. Липник, Сорокский уезд, губернаторство Бессарабия — 24 марта 2017, Кишинёв, Молдавия) — советский и молдавский химик, академик (1992), вице-президент Академии наук Республики Молдова (1995—2004).

## Биография
В 1958 г. окончил химический факультет Кишинёвского государственного университета. Был распределен в лабораторию химии природных соединений Института химии Академии наук Молдавской ССР. Под руководством академика Георгия Лазурьевского в 1964 г. защитил кандидатскую диссертацию «Стереохимия некоторых дитерпеноидов из группы лабданума», а затем в специализированном научном совете Института органической химии Академии наук СССР докторскую диссертацию — «Исследования лабдановых дитерпеноидов».
В 1974 г. был назначен заместителем директора по научной деятельности, а в 1975 г. — директором Института химии Академии наук Молдавской ССР.
В 1995—2004 гг. — вице-президент Академии наук Республики Молдова.
В 2004 г. вернулся в Институт химии Академии наук Республики Молдова, где продолжил свою научную деятельность в качестве руководителя лаборатории химии терпеноидов, которую он возглавлял с 1977 по 2010 г.

## Научная деятельность
Основоположник национальной научной школы органической, биоорганической химии, химии природных и физиологически активных соединений. Основные направления научных исследований:
- разработка общих методов определения абсолютной конфигурации ряда важных лабдановых дитерпеноидов, которые позволили выяснить стереохимию более 170 различных соединений
- направленное превращение дитерпеноидов лабдана в би-, три- и тетрациклические соединения
- разработка методов синтеза норлабдановых и дримановых соединений
- синтез пергидронафтофурана и производных пергидроинденопирана с сильным янтарным запахом, представляющих интерес для парфюмерии и косметики.

Предложил новую теорию для оценки зависимости структурного запаха от соединений янтаря и мускуса. Создал новый метод превращения бициклических лабдановых дитерпеноидов в тетрациклические соединения, который осуществляется при взаимодействии ряда лабданоидов с суперкислотами.
Под его руководством были разработаны и внедрены в парфюмерию оригинальные и эффективные методы получения известных соединений — норамбринолида, склареола, дрименона, амброксида. Из местного сырья было получено 14 новых композиций для табака, 9 из которых были внедрены на табачной фабрике в Кишиневе для производства сигарет типа «Зимбру» и «МТ» с экономическим эффектом около 3 млн леев.
Под его научным руководством защищены 3 докторские и 16 кандидатских диссертаций.
Автор более чем 400 научных публикаций, в том числе в трех монографий: «Бициклические диеты» (1976, и др.); «Синтез и применение душистых веществ из лабдановых детерпеноидов» (1988, и др.); «Синтез и исследование терпеновых соединений» (2012 г. и др.), а также учебников:
- «Органическая химия» (1997 г. и др.)
- «Теоретические основы органической химии. Углеводороды. Галогенированные производные» (2003 г.)
- «Вводный курс стереохимии органических соединений» (в соавторстве, 2013 г. на русском языке, 2014 г. на румынском языке).

Имеет 52 патента на изобретения.
В 2002—2015 гг. являлся президентом Химического общества Республики Молдова, входил в состав редакционных коллегий журналов "Химия природных соединений (Республика Узбекистан), Journal of Chemistry (Румыния), Acta Universitatis «Lucian Blaga» (Румыния), "Химический журнал Молдовы (Молдавия).

## Признание
Его работы отмечены дипломами и медалями ВДНХ Молдавской ССР (1978, 1984), бронзовой (1981) и серебряной (1984) медалями ВДНХ СССР.
Цикл изобретений «Пахучие соединения для парфюмерии, косметики и табачной промышленности на основе местного возобновляемого сырья — отходы производства» на Международной выставке изобретений в Женеве, Швейцария (1999, 2001), Брюсселе, Бельгия («Eureka», 1995, 1996 , 2001) завоевал 4 золотые и одну серебряную медаль.

## Награды и звания
Награжден орденом Республики, орденом Почёта, а также медалью Академии наук Республики Молдова имени Дмитрия Кантемира.
Дважды лауреат Государственной премии Молдавии.